# Sjukvård i Serbien

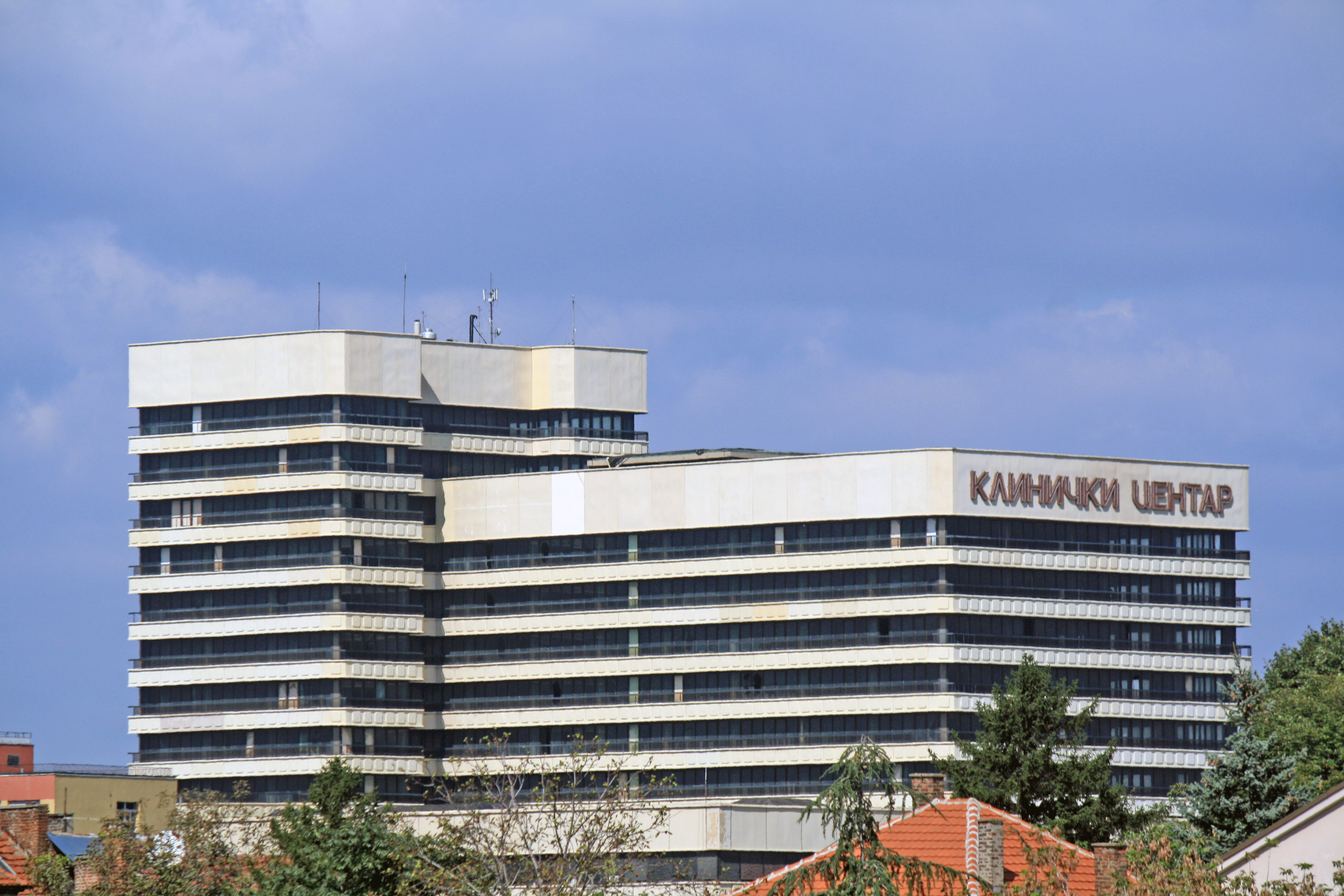
Klinički centar Srbije i Belgrad är Serbiens största sjukhus.

Sjukvård i Serbien levereras med hjälp av ett universellt hälsovårdssystem, även om korruption, ineffektivitet och läkarbrist är stora problem. 

## Nuvarande system
Hälsovårdssystemet förvaltas av den nationella sjukförsäkringsfonden (National Health Insurance Fund), vilket täcker alla medborgare och fast bosatta. Alla anställda, egenföretagare och pensionärer måste betala bidrag till fonden. Bidragen baseras på en skala där rikare samhällsmedlemmar betalar högre procentandelar av sin inkomst och fattigare medlemmar betalar lägre procentandelar. Trots detta är korruption fortfarande ett allvarligt problem på grund av att läkares löner är så låga att många läkare kräver mutor i utbyte mot bättre behandling. Dock finns det finns en stor kampanj som kämpar mot korruption från regeringen och icke-statliga organisationer. 
År 2011 fanns det en läkare för varje 344 invånare och 5,7 sjukhusbäddar för var 1000:e invånare. 
Den serbiska regeringen arbetar med Världsbanken i syfte att förbättra kvalitén och effektivitet på Serbiens hälso- och sjukvårdssystemen.

## Förändringar på vårdsystemet
Under de senaste årtiondena har det skett många förändringar i vårdsystemet som inrättades när Serbien var Republiken Jugoslavien. Under dessa år var hälso- och sjukvården gratis, men praktiskt taget otillgänglig för alla människor. Det fanns inga fasta priser och tjänster missbrukades ofta. Idag har reformer mandat, men har misslyckats med att genomföra en grundläggande sjukvårdstjänst för alla människor. Tjänster som inte omfattas kan kompletteras med privat försäkring. Nuvarande bekymmer inom serbisk hälso- och sjukvård är, som rapporterats av vårdgivare, dålig finansiering för primärvård, otillräcklig utrustning och leveranser, otillräcklig lön och otillräcklig vidare utbildning. Sammanfattningsvis har de senaste hälso- och sjukvårdsreformerna försökt att ändra tonvikten från läkande till förebyggande vård. 
Regeringen vald den 27 april 2014 sägs göra uppriktiga insats för att reformera vårdsystemet. Ordföranden för Doctors Against Corruption (läkare mot korruption) har utsetts till rådgivare för hälsovårdsministeriet.

## Kultur omkring sjukvård i Serbien
Kulturen omkring sjukvården i Serbien kan betraktas som mycket korrupt. Självvård utövas huvudsakligen när en patient redan är sjuk istället för förebyggande åtgärder. När man söker vård söks den ofta från vårdpersonal som läkare eller sjuksköterskor där mutor vanligtvis förväntas. Dock används även vissa folkmediciner som till exempel te, ättika, örter och vitaminer. Ibland används vila eller ökad träning som läkande åtgärder och orsaker till sjukdom kan anses vara olämplig kost eller bara ödet. Hjelm, Bard, Nyberg och Apelqvist påstår att de flesta före detta jugoslaver anser att hälsa inte innebär att en inte har en sjukdom, utan att hälsa snarare är "rikedom och viktigast i livet ... att ha tillräcklig styrka". 